# International Journal of Psychophysiology
Das International Journal of Psychophysiology, abgekürzt Int. J. Psychophysiol., ist eine wissenschaftliche Fachzeitschrift, die vom Elsevier-Verlag veröffentlicht wird. Die Zeitschrift ist ein offizielles Publikationsorgan der International Organization Psychophysiology. Sie erscheint mit zwölf Ausgaben im Jahr und veröffentlicht Arbeiten, die sich mit allen Aspekten der Psychophysiologie beschäftigen.
Der Impact Factor lag im Jahr 2014 bei 2,882. Nach der Statistik des ISI Web of Knowledge wird das Journal mit diesem Impact Factor in der Kategorie Physiologie an 30. Stelle von 83 Zeitschriften, in der Kategorie Psychologie an 24. Stelle von 76 Zeitschriften und in der Kategorie Neurowissenschaften an 121. Stelle von 252 Zeitschriften geführt.